# Czairski ezera
Czairski ezera (bułg. Чаирски езера) – grupa dziewięciu jezior w Bułgarii w paśmie górskim Piryn.
Jeziora położone są w wielkim cyrku lodowcowym nazywanym Czaira, w dolinie rzeki Sandanska Bistrica. Znajdują się między szczytami Mozgowiszki czukar i Prewałski czukar, na wysokości 2200–2450 m n.p.m.
- Pierwsze jezioro leży na wysokości 2430 m n.p.m. i ma okrągły kształt (50 × 40 m); zajmuje powierzchnię 1,2 ara.
- Drugie jezioro leży na wysokości 2427 m n.p.m., zajmuje powierzchnię 9,2 ara, ma rozmiary 135 × 120 m, maksymalna głębokość wynosi 5,6 m, a objętość – 23 000 m³.
- Trzecie jezioro znajduje się na wysokości 2416 m n.p.m., zajmuje powierzchnię 22,6 arów, ma rozmiary 256 × 124 m, maksymalna głębokość wynosi 3,5 m, objętość – 47 300 m³
- Czwarte jezioro leży na wysokości 2415 m n.p.m., jego rozmiar to 50 × 30 m, powierzchnia wynosi 1,2 ara.
- Piąte jezioro znajduje się na wysokości 1423 m n.p.m., posiada rozmiary 75 × 60 m i zajmuje powierzchnię 1,6 ara.
- Szóste jezioro leży na wysokości 2412 m n.p.m., posiada rozmiary 60 × 25 m i zajmuje powierzchnię 1,2 ara.
- Siódme jezioro znajduje się na wysokości 2355 m n.p.m., ma rozmiar 286 × 246 m i zajmuje powierzchnię 18,9 arów, maksymalna głębokość wynosi 3,7 m, natomiast objętość – 22 000 m³.
- Ósme jezioro leży na wysokości 2235 m n.p.m. – jest największym z Czairskich jezior. Posiada rozmiary 234 × 141 m i zajmuje powierzchnię 25,2 arów. Objętość jeziora wynosi 53 200 m³, zaś maksymalna głębokość – 4,40 m. W jeziorze zaczyna swój bieg rzeka Czairska, która przepływa następnie przez dziewiąte jezioro.
- Dziewiąte jezioro położone jest na wysokości 2205 m n.p.m., posiada rozmiary 238 × 80 m i zajmuje powierzchnię 11,8 arów. Jego głębokość wynosi 2,2 m, objętość natomiast – 11 000 m³.

Przez Czairski ezera przebiega zielony szlak ze schronisk Spano pole i Jane Sandanski.